# XML

XML 예제

XML(eXtensible Markup Language)은 W3C에서 개발된, 여러 특수한 목적의 마크업 언어를 만드는 용도로 권장되는 다목적 마크업 언어이다. XML은 SGML의 단순화된 부분집합으로, 다른 많은 종류의 데이터를 기술하는 데 사용할 수 있다. XML은 주로 다른 종류의 시스템, 특히 인터넷에 연결된 시스템끼리 데이터를 쉽게 주고 받을 수 있게 하여 HTML의 한계를 극복할 목적으로 만들어졌다.
기계는 인간의 언어를 읽거나 이해할 수 없는 계산기에 불과하므로 XML과 같은 구조화된 마크업 언어들은 인간의 읽고 분석하여 이해하는 능력과 컴퓨터의 단순한 계산적인 판독 능력 사이에 타협점을 만들어 줄 수 있다. W3C가 만든 XML 1.0 Specification과 몇몇 다른 관련 명세들과 모든 자유 개방형 표준에서 정의되었다.
W3C는 XML 설계 목표에서 단순성과 일반성, 그리고 인터넷을 통한 사용 가능성을 강조했다. XML은 텍스트 데이터 형식으로 유니코드를 사용해 전 세계 언어를 지원한다. XML을 설계할 때는 주로 문서를 표현하는데 집중했지만, 지금은 임의의 자료구조를 나타내는 데 널리 쓰인다. 대표적인 예가 웹 서비스이다.
많은 API가 개발되어 XML 데이터를 처리하고자 하는 소프트웨어 개발자들이 활용하고 있다. 또한, 여러 가지 스키마 시스템이 있어서 XML 기반 언어의 정의를 보다 쉽게 할 수 있도록 도와준다.

## 역사
XML은 SGML의 애플리케이션 프로파일이다.
동적 정보 표시를 위한 SGML의 다재다능함은 인터넷의 성장 이전인 1980년대 말에 초기 디지털 미디어 출판사들에 의해 인지되었다. 1990년대 중순, 일부 SGML 실천자들은 당시 새로운 월드 와이드 웹을 경험하였고 웹이 성장할수록 마주칠 가능성이 있던 문제들 중 일부를 SGML이 해결해줄 것이라 믿었다. 댄 커널리는 1995년 당시 직원으로 있었을 때 SGML을 W3C의 활동 목록에 추가하였다. 작업은 1996년 중순 썬 마이크로시스템즈의 엔지니어 존 보삭이 선언문을 만들고 협업자들을 모집하였을 때 시작되었다. 보삭은 SGML과 웹에 모두 경험이 있는 사람들의 작은 공동체와 잘 어울렸다.
주요 디자인 결정은 1996년 7월과 11월 사이 도달했으며, 당시 XML 사양의 최초 워킹 드래프트가 출판되었다. 추가 디자인 작업이 1997년에 계속되었으며 XML 1.0은 1998년 2월 10일 W3C 권고안이 되었다.

## 기본 개념
XML에서의 기본 개념에는 10가지가 있다.
- XML은 구조적인 데이터를 위한 것이다.
- XML은 다소 HTML 같이 보인다.
- XML은 텍스트이며, 읽히는 것만을 뜻하지 않는다.
- XML은 크기가 커진다.
- XML은 기술의 집합이다.
- XML은 새로운 기술이 아니라 발전한 기술이다.
- XML은 HTML에서 XHTML로 이끌었다.
- XML은 모듈식이다.
- XML은 RDF와 시맨틱 웹의 토대이다.
- XML은 라이선스 제약이 없으며, 플랫폼이 독립적이고, 많은 지원이 있다.

### XML 기반 언어
XML 기반 언어는 다음과 같다.
- RDF
- RSS
- Atom
- MathML
- XHTML
- SVG

이들 언어들은 단일하게 규정된 방식으로 정의되었기 때문에, 사전 정보가 없어도 이들 언어로 작성된 문서에 대해 수정이나 유효성 검사를 하는 프로그램도 제작할 수 있다.

## 중요 용어
이 절의 내용은 XML 명세에 기반한다. XML에 나타나는 모든 요소의 목록이 아니다. 가장 많이 쓰이는 핵심 요소만을 소개한다.
(유니코드) 문자정의 상, XML 문서는 문자로 이루어진 문자열이다. 거의 모든 올바른 유니코드 문자는 XML 문서에 나타날 수 있다.
프로세서(processor)와 애플리케이션(application)프로세서는 마크업을 분석하고 구조화된 정보를 애플리케이션에 넘긴다. 이 명세는 XML 프로세서가 무엇을 해야 하고 하지 말아야 하는지 제시하지만, 애플리케이션에 대해서는 다루지 않는다. 이 프로세서(명세가 부르기를)는 흔히 XML parser라 불린다.
마크업(markup)과 내용(content)XML 문서를 구성하는 문자들은 마크업과 내용으로 나뉘는데, 그 구분은 간단한 문법 규칙으로 이루어진다. 일반적으로 마크업을 구성하는 문자열은 문자 <로 시작하여 문자 >로 끝나거나, 문자 &로 시작하여 문자 ;로 끝나며, 마크업이 아닌 문자열은 내용이다. 그러나 CDATA 절에서 구분자 <![CDATA[와 ]]>는 마크업으로 분류되고, 그들 사이의 텍스트는 내용으로 구분된다. 추가로, 가장 바깥 엘리먼트의 앞과 뒤의 공백(whitespace)은 마크업으로 분류된다.
태그(tag)
<로 시작하여 >로 끝나는 마크업 구조. 태그는 세 가지 종류가 있다:
- 시작 태그(start-tag); 예: <section>
- 끝 태그(end-tag); 예: </section>
- 빈 엘리먼트(empty-element) 태그; 예: <line-break />

엘리먼트(element)문서의 논리 요소로서, 시작 태그로 시작하여 짝이 되는 끝 태그로 끝나거나, 빈 엘리먼트 태그만으로 이루어진다. 시작 태그와 끝 태그 사이의 문자들은(있다면) 엘리먼트의 내용이고, 마크업을 포함할 수 있다. 이 마크업은 자식 엘리먼트(child elements)라 부르는 다른 엘리먼트들을 포함할 수도 있다. 엘리먼트의 예는 <Greeting>Hello, world.</Greeting> (see hello world). 다른 예는 <line-break />.
애트리뷰트(Attribute)이름/값 짝으로 이루어진 마크업 구조로 시작 태그 또는 빈 엘리먼트 태그 속에 위치한다. 다음 예에서 엘리먼트 img는 src와 alt의 두 애트리뷰트를 갖는다:
<img src="madonna.jpg" alt='Foligno Madonna, by Raphael'/>
 다른 예로
<step number="3">Connect A to B.</step>
에서 애트리뷰트 이름은 "number"이고 값은 "3"이다.
XML 선언XML 문서는 다음과 같이 자신에 대한 정보 일부를 선언하는 것으로 시작할 수 있다:
<?xml version="1.0" encoding="UTF-8" ?>

## 문자와 이스케이프
XML 문서는 완전히 유니코드 문자로만 이루어진다. 소수의 일부 특별히 제외된 제어 문자(control characters)를 제외하면, 유니코드에 정의된 어떤 문자든 XML 문서 내용에 나타날 수 있다.
XML은 문서를 구성하는 유니코드 문자들의 인코딩을 인식하고 맞게 출력하는 기능을 포함한다.

### 인코딩 감지
유니코드 문자 집합은 저장 또는 전송을 위해 여러 방법으로 부호화될 수 있다("인코딩"). Unicode itself defines encodings that cover the entire repertoire; 잘 알려진 것으로 UTF-8과 UTF-16이 있다. 유니코드 이전에 ASCII나 ISO/IEC 8859 같은, 많은 텍스트 인코딩 방식이 있었다. 이들의 문자 집합은 대개 유니코드 문자 집합의 부분집합이다.
XML은 유니코드가 정의한 어떤 인코딩이든 사용하는 것을 허용하며, 문자들이 유니코드에 나타나는 다른 인코딩도 사용할 수 있다. XML은 또한 XML 프로세서가 안정적으로, 사전 지식 없이, 어느 인코딩이 사용되고 있는지 결정하는 메커니즘을 제공한다. UTF-8 또는 UTF-16이 아닌 인코딩은 XML 파서에 인식되지 못할 가능성이 있다.

### 주석 사용
주석은 다른 마크업의 밖이라면 어디서나 나타날 수 있다. XML 선언 전에는 올 수 없다. "<!--"로 시작하여 "-->"로 끝난다. 문자열 "--" (하이픈 두 개)는 주석 안에서는 허용되지 않는다; 즉 주석은 겹쳐질(nested) 수 없다. 주석 내에서는 앰퍼샌드(ampersand, &)가 특별한 의미를 갖지 않는다. 따라서 엔티티나 문자 참조에 이를 쓸 수 없고, 문서 인코딩에 쓰인 문자 집합 이외의 문자를 주석 내에서는 표현할 방법이 없게 된다.
유효한 주석의 예:
"<!-- no need to escape <code> & such in comments -->"

### 국제어 사용
XML 1.0 (Fifth Edition)과 XML 1.1은 거의 모든 유니코드 문자의 이름, 애트리뷰트, 주석, 문자 데이터, 처리 명령어에 대한 직접 사용을 지원한다.(XML 자체에 대한 특별한 기호적 의미가 있는, 예를 들어 "<" 같은 문자는 제외). 아래는 잘 구성된(well-formed) XML 문서로 한자와 키릴 문자를 포함하고 있다:
```
<?xml version="1.0" encoding="UTF-8" ?>

<俄语>
данные
</俄语>

```

## 웰 폼(Well-formed) 문서와 유효 XML 문서
XML 문서에는 두 가지 수준의 수정 절차가 있다:
- 웰 폼(Well-formed) : 웰 폼 문서는 모든 XML의 구문을 허용한다. 예를 들어, 한 요소가 닫기 태그와 자체 닫기 없이 열기 태그를 가지고 있으면, 웰 폼이라고 부르지 않는다. 웰 폼이 아닌 문서는 XML이 된다고 말하지 않는다. 순응 파서[13]는 이를 처리하도록 허용하지 않는다.
- 유효 : 유효 문서는 추가적으로 몇 가지 의미적 규칙을 허용한다. 이러한 규칙들은 사용자 정의로 되어 있거나, XML 계획 또는 DTD로 포함된다. 예를 들어, 어느 문서가 정의되지 않은 태그를 포함하고 있으면, 유효한 것이 아니다. 유효화 파서는 이를 처리하도록 허용하지 않는다.

## 잘 구성됨(Well-formedness)과 오류 처리(error-handling)
XML 명세는 XML 문서를 well-formed 텍스트로 정의한다. 이는 명세에 제공된 문법 규칙들을 만족한다는 뜻이다. 긴 목록 중 핵심을 짚어 보면,
- 문서는 적절히 인코딩된 올바른(legal) 유니코드 문자만을 포함한다.
- <나 & 같은 특수 문법 문자 중 어떤 것도, 원래의 마크업 경계 식별 목적 이외의 목적으로 나타나지 않는다.
- 엘리먼트의 한계를 정하는 시작 태그, 끝 태그, 빈 엘리먼트 태그들은 모두 올바르게, 빠지거나 중복됨이 없이, 겹쳐진다(nested).
- 엘리먼트의 태그는 대소문자를 구분한다; the beginning and end tags must match exactly. 태그 이름은 다음 문자를 포함할 수 없다 !"#$%&'()*+,/;<=>?@[\]^`{|}~. 또 공백 문자도 포함할 수 없으며, -, ., 또는 숫자로 시작할 수 없다.
- 하나의 "루트root" 엘리먼트가 다른 모든 엘리먼트를 포함한다.

## 스키마(Schema)와 유효화(Validation)
잘 구성됨에 더하여, XML 문서에는 유효성(validity)이라는 것이 있다. 이는 문서가 Document Type Definition (DTD)에 대한 참조를 포함하고, 문서의 엘리먼트들과 애트리뷰트들이 그 DTD에 선언되어 있으며 DTD가 명시하는 문법 규칙을 따른다는 것을 의미한다.
XML 프로세서는 유효화하는validating 또는 유효화하지 않는non-validating으로, 유효성 검증 여부에 따라 분류한다. 유효성 오류를 조사하는 프로세서는 그것을 보고할 수 있어야 하지만, 정상 처리를 계속할 수도 있다.
DTD는 schema 또는 문법의 예이다. XML 1.0의 초판 발표 이래로, XML을 위한 스키마 언어 분야의 연구가 많이 이루어졌다. 그런 스키마 언어들은 전형적으로 어떤 문서에서 사용되어도 좋은 엘리먼트의 종류, 그 엘리먼트들에 적용되어도 좋은 애트리뷰트의 종류, 나타나는 순서, 허용 가능한 부모-자식 관계 등을 제한한다.

### Document Type Definition
XML을 위한 가장 오래된 스키마 언어는 SGML에서 유래한 문서 형식 정의(Document Type Definition, DTD)이다.
DTD의 장점:
- DTD는 XML 1.0 표준에 포함됐기 때문에 어디서나 지원된다.
- DTD는 엘리먼트 기반 스키마 언어들에 비해 매우 간결하므로, 한 화면에 더 많은 정보를 표현할 수 있다.
- DTD는 네임스페이스에서 쓰인 타입들이 아닌, 문서 형식을 정의함으로써, 문서에 대한 모든 제약을 하나의 컬렉션에 모은다.

DTD의 제한점:
- XML의 새로운 기능들에 대한 직접적인 지원이 없다. 가장 중요하게는 XML 네임스페이스가 그러하다.
- 표현성이 떨어진다. XML DTD는 SGML DTD보다 간단해서 정규 문법으로는 표현하지 못하는 구조가 있다. DTD는 기초적인 자료형(rudimentary datatype)만을 지원한다.
- 가독성이 떨어진다. DTD 설계자는 전형적으로 파라미터 엔티티를 많이 사용한다(텍스트 매크로처럼 동작하는). 이로써 복잡한 문법을 정의하기는 쉬워지지만 명료성이 떨어진다.

### XML 스키마
DTD의 후계자로서 W3C에 의해 기술된 새로운 스키마 언어가 XML Schema이다. XSD는 DTD보다 XML 언어 기술에 훨씬 강력하다. 더 풍부한 데이터타이핑 시스템을 사용하며 XML 문서 논리 구조에 더 세세한 제약을 가할 수 있다. XSD도 XML-기반 형식을 사용하므로, 일반적인 XML 도구로 처리할 수 있다.

## 같이 보기
- XML 처리 API: 문서 객체 모델(DOM), Simple API for XML, E4X
- CSS, XSL
- DTD, XML 스키마
- 추상 구문 트리
- XRI, XDI
- ASN.1
- WBXML
- XLink
- XHTML